# Керн, Петер
Петер Керн (нем. Peter Kern; 13 февраля 1949 — 26 августа 2015) — австрийский актёр, режиссёр, сценарист и продюсер. Сыграл более 70 ролей, в основном, второго плана.

## Биография
В детстве выступал в Венском хоре мальчиков. С начала 1970-х годов начал играть на телевидении.
Керн играл второстепенные роли у многих западногерманских артхаусных и независимых режиссёров. Также он был продюсером и режиссёром ряда малобюджетных фильмов.
За роль в фильме «Ложное движение» (1975) режиссёра Вима Вендерса получил премию Deutscher Filmpreis (в составе актёрского коллектива).
Был членом жюри ряда международных кинофестивалей, в том числе Берлинского международного кинофестиваля. 
Играл в театре, в том числе в Берлинском народном театре, венском Бургтеатре, драматическом театре Гамбурга, драмтеатре Цюриха и др.
Умер в 2015 году, похоронен на центральном кладбище Вены.

## Фильмография
| Год  |   | Русское название           | Оригинальное название             | Роль                               |
| ---- | - | -------------------------- | --------------------------------- | ---------------------------------- |
| 1971 | ф | Путешествие                | Trip                              | Петер                              |
| 1973 | ф | Мир на проводе             | Welt am Draht                     | санитар                            |
| 1975 | ф | Ложное движение            | Falsche Bewegung                  | Бернар Ландау                      |
| 1975 | ф | Вознесение матушки Кюстерс | Mutter Küsters' Fahrt zum Himmel  |                                    |
| 1977 | ф | Гитлер — фильм из Германии | Hitler - ein Film aus Deutschland | убийца / Геринг / Aльтер Эллеркамп |
| 1978 | ф | Горящие сердца             | Flammende Herzen                  |                                    |
| 1978 | ф | Отчаяние                   | Despair / Eine Reise ins Licht    | Мюллер                             |
| 1979 | ф | И снова лесной разбойник   | Neues vom Räuber Hotzenplotz      | разбойник Хотценплотц              |
| 1989 | ф | Монгольская Жанна д’Арк    | Johanna D'Arc of Mongolia         | Микки Кац                          |
| 1994 | ф | Эротика                    | Erotique                          | Франц                              |
| 2012 | ф |                            | Glaube, Liebe, Tod                | Петер Вейсгартнер                  |